# تیم ملی والیبال زنان جمهوری چک
تیم ملی والیبال زنان جمهوری چک تیم ملی والیبال زنان کشور جمهوری چک است.

## نتایج

### مسابقات قهرمانی اروپا
- ۱۹۹۷ — ۳ام
- ۲۰۰۱ — ۹ام
- ۲۰۰۳ — ۹ام
- ۲۰۰۷ — ۹ام
- ۲۰۰۹ — ۱۰ام
- ۲۰۱۱ — ۸ام